# Pryaziorny
Pryaziorny (biał. Прыазёрны; ros. Приозёрный, Prioziornyj) – osiedle na Białorusi, w obwodzie homelskim, w rejonie homelskim, w sielsowiecie Ułukauje, nad Ipucią.